# Маннес-колледж
Маннес-колледж — Новая школа музыки (англ. Mannes College the New School for Music) — консерватория, расположенная в Нью-Йорке. Основана в 1916 году скрипачом Дэвидом Маннесом, концертмейстером Нью-Йоркского симфонического оркестра. В 1989 году Маннес-колледж вошёл в состав нью-йоркского университета Новая школа, в связи с чем в 2005 году изменил название на нынешнее.
В настоящее время в Маннес-колледже учится 295 студентов на основном отделении, 490 на подготовительном.

## Известные преподаватели
- Джордж Селл (дирижёр)
- Джордже Энеску (композитор)
- Богуслав Мартину (композитор)

## Известные выпускники
- Чон Мён Хун (пианист)
- Илья Казанцев (пианист)
- Ричард Гуд (пианист)
- Мюррей Перайя (пианист)
- Юджин Истомин (пианист)
- Джером Роуз (пианист)
- Лоуренс Лейтон Смит (пианист и дирижёр)
- Билл Эванс (джазовый пианист)
- Фредерика фон Штаде (певица)